# Raymond Cafferata
Raymond Cafferata (1897-1966) est un inspecteur de police britannique qui servit principalement en Palestine mandataire. Il était le chef de la police d'Hébron lors des massacres d'août 1929 et fut la cible d'un attentat à la voiture piégée orchestré par l'Irgoun le 15 février 1946.

## Biographie
Raymond Cafferata est né à Liverpool le 13 mars 1897. Il sert en France au sein du Régiment Royal de Liverpool durant la Première Guerre mondiale puis en Irlande d'août 1920 à janvier 1922.
Le 30 mars 1922, il rejoint la police britannique en Palestine mandataire avec le grade de capitaine. Devant les troubles dans le pays il se décrit comme n'étant « ni antisémite ni anti-Arabe mais fort heureusement pro-britannique ».
Il est le chef de la police d'Hébron (et seul auxiliaire britannique) lors des massacres commis dans la ville en août 1929 au cours desquels 67 juifs sont assassinés par la foule arabe. Il abat 8 émeutiers dont au moins un policier arabe. Il sera décoré le mois suivant pour son action lors des événements.
Il épouse le 4 avril 1930 Peggy Ford Dunn à Jaffa avec laquelle il aura 2 enfants.
En 1940, il est nommé superintendant avec le grade de commandant et se voit confier la responsabilité du district de Haïfa jusqu'à son départ de Palestine en 1947. Durant cette période, on lui reproche ses méthodes « dures ». Le 16 novembre 1943, lui et ses hommes ouvrent le feu sur des civils juifs lors de la fouille du kibboutz de Ramat HaSharon, faisant 14 blessés et 1 mort. Le 16 octobre 1944, il interroge et torture Asher Trattner, un terroriste de l'Irgoun capturé par les Britanniques et qui mourra le 11 novembre. Le 25 novembre 1945, il force l'entrée du kibboutz de Givat Chaïm qu'il a la mission de fouiller, faisant 8 morts parmi les Juifs et de nombreux blessés.
Dans la foulée du dernier incident, le Mouvement de la révolte hébraïque rassemblant l'Irgoun, le Lehi et la Haganah décide d'éliminer Cafferata. Le 15 février 1946, des membres de l'Irgoun et de Lehi lui tendent une embuscade. Ils ont prévu de bloquer son passage avec un camion et de l'abattre tout en lançant 500 g de TNT dans sa voiture. Cafferata échappe à l'attaque grâce à son chauffeur qui parvient à contourner le camion. La charge manque sa cible et la poursuite par les hommes de l'Irgoun échoue. Raymond Cafferata abandonne toute fonction opérationnelle et est affecté au recrutement,.
Il quitte le pays en février 1948 dans le cadre de la fin du mandat britannique de Palestine et du démantèlement de la police palestinienne. De retour à Liverpool, Cafferata est affecté à la prévention des accidents.
Il meurt de leucémie le 1er août 1966.